# Putney Bridge
Il Putney Bridge è un ponte stradale che attraversa il Tamigi situato a ovest di Londra, che collega Putney a Fulham. Lungo 213,36 m e largo 13,11 m, viene attraversato dalla A219. Il ponte è un monumento classificato dall'English Heritage di Grade II.
Prima che il primo ponte fosse costruito nel 1729, per attraversare le due sponde vi era un traghetto.